# ميكروماتة ليغورينية
ميكروماتة ليغورينية (الاسم العلمي:Micrommata ligurina ) هي نوع من العنكبوتيات تتبع جنس الميكروماتة من فصيلة العناكب الصيادة.